# 馬爾庫斯·奧列里烏斯
馬爾庫斯·奧列里烏斯或马可·奥里略（拉丁語：Marcus Aurelius，121年4月26日—180年3月17日），全名為馬爾庫斯·奧列里烏斯·安敦宁·奧古斯都。是羅馬帝國五賢帝時代最後一個皇帝，擁有凱撒稱號（拉丁語：Imperator Caesar）。於161年至180年在位，有「哲學家皇帝」的美譽。
馬爾庫斯·奧列里烏斯是羅馬帝國最偉大的皇帝之一，同時也是著名的斯多葛派哲學家，其統治時期被認為是羅馬黃金時代的標誌。他不但是一個很有智慧的君主，同時也是一個很有成就的思想家，有以希臘文寫成的關於斯多葛哲學的著作《沉思錄》（Τὰ εἰς ἑαυτόν）傳世。

## 生平
奧列里烏斯於121年4月26日生於羅馬，在一個很有政治勢力以及富有的家庭中長大。他的父亲是马库斯·安尼乌斯·维鲁斯三世，出自安尼亚氏族，传说是努马·庞皮里乌斯的后裔。安尼亚氏族的一支迁徙到了伊比利亚半岛贝提卡行省的乌库比，这支维里安尼亚氏在公元1世纪发迹，奥勒留的曾祖父马库斯·安尼乌斯一世是一名元老并曾担任过罗马民选官。他的祖父马库斯·安尼乌斯·维鲁斯二世是一名罗马贵族。通过他的祖母鲁比莉娅，奥勒留也是安敦尼王朝的一员。他的母亲多米提娅·鲁西拉是罗马贵族卡尔维西乌斯·图鲁斯之女，并从她的父母和祖父母处继承了大量的财产。收养奥勒留的家庭是意大利-高卢人，属于奥勒里亚氏族。他的养父安敦宁·毕尤出自奥勒里亚氏族在高卢的支系弗尔维-奥勒里亚氏。
124年，奥勒留的父亲去世。而根据当时的传统他也没有与母亲长期共处，而是被看护士照顾着。他的祖父维鲁斯二世和外祖父路西乌斯·卡提利乌斯·塞维鲁也都抚养过奥勒留。奥勒留在西里欧山的家中成长，并对此地有着感情，他称之为“我的西里欧山”。奥勒留是在家中接受教育的，并感谢其外祖父建议他避免公立学校。他教师中的一位，名叫迪奥戈涅图斯，是一位画师，似乎对他产生了很大影响，并将奥勒留带入了哲学式的生活。
奥勒留小的時候就被當時的羅馬皇帝哈德良注意到，因而得到特殊的教育。六歲即升為騎士階級，七歲入學於羅馬的薩利聖學院（Salii），並在這裡得到各種文化中精英的教育。真正把奧列里烏斯推入政壇的是前朝皇帝哈德良，他同意认养51岁的安敦宁·毕尤为嗣子，条件是安敦宁·毕尤也要同意认养17岁的奧列里烏斯。
奧列里烏斯在161年3月7日与其養弟盧基烏斯·維魯斯一同继承皇位，是羅馬帝國首度出現兩帝共治，不过多数时候由他定夺。统治期间戰爭不斷，帝国边界受到外来侵略的威胁，並且国内自然災害频发。他取得了对安息帝國的战役（162~166年）的胜利，但是班师回朝的军队带来了瘟疫，傳染疾病氾濫整個帝國。同时日耳曼人也开始入侵罗马帝国。但他最终成功地把日爾曼人游掠部族趕出羅馬領土。然而，維魯斯後來因病在169年死於返回羅馬的途中，年僅39歲。由於這些戰爭，奧列里烏斯在位時國庫亏空超前，皇帝的生活也日渐拮据。妻子据说贞守不严，兒子們也都属无能之辈。北方戰爭爆發後，奧列里烏斯死於西元180年3月17日潘諾尼亞（不過有些報導指出他死於舍米安）。他的骨灰被帶回羅馬，安置在哈德良的陵墓，王位由其子康茂德繼承。
尽管奥勒利乌斯是一位性格温和、博学多才的贤君，但是他仍然与同时代的许多罗马皇帝一样反对基督教，并在统治期间对基督徒加以迫害。

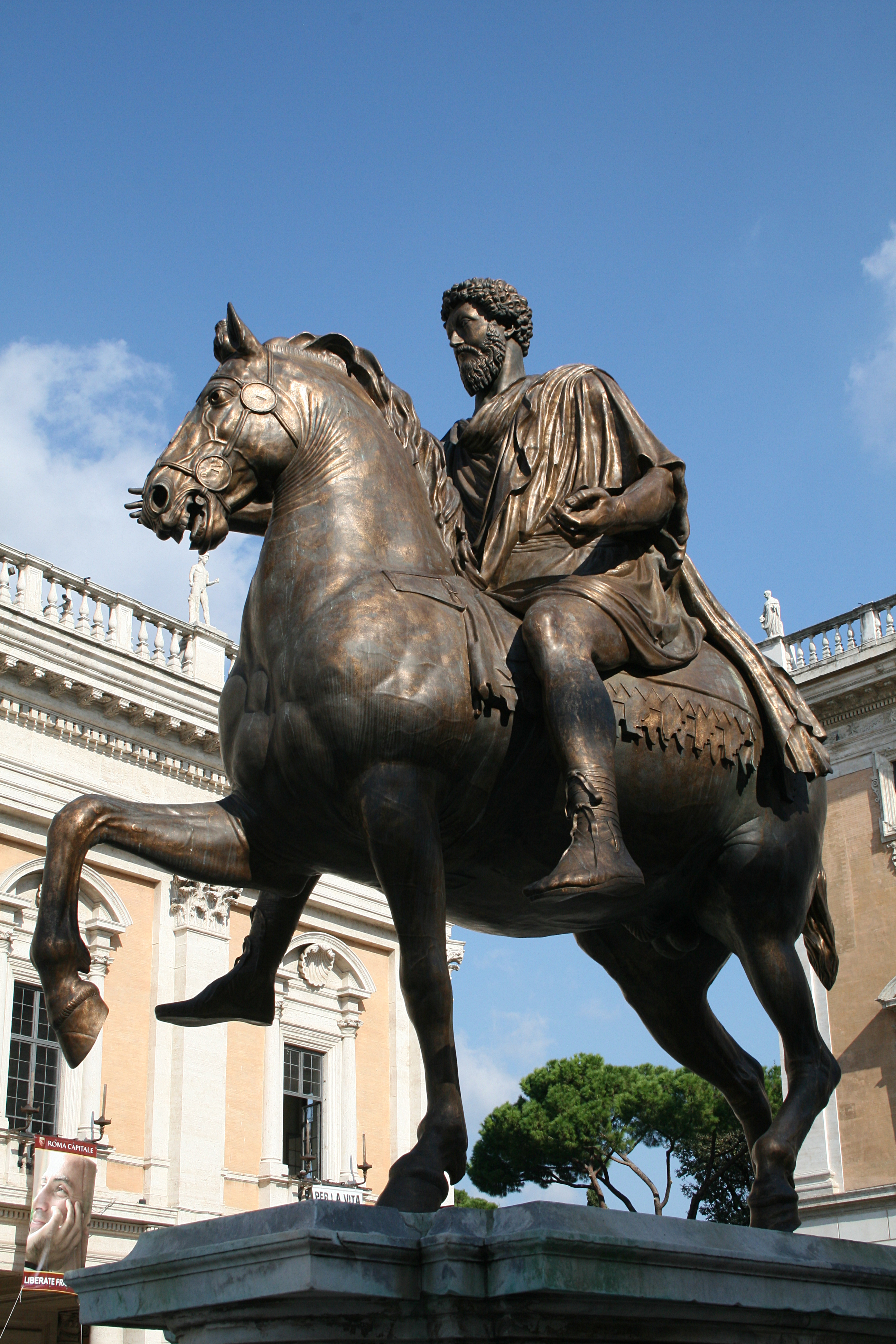
馬爾庫斯·奧列里烏斯

166年，他遣使汉朝，即自日南徼外獻象牙、犀角、瑇瑁，這是漢朝與羅馬正式交通。

## 文学影视作品
- 好莱坞巨片劇情初始的老皇帝，原型就是這位虔奉斯多葛派淡泊、禁欲至理的明君。